# Фіялка Джоя
Фіялка Джоя, фіалка донська (Viola jooi) — вид рослин з родини фіалкових (Violaceae), поширений у пн.-сх. Сербії, Румунії, Україні.

## Опис
Багаторічна рослина 5–15 см. Прилистки зрощені між собою і з черешком до середини. Квітки з пурпуровим відтінком. Рильце плоске, дископодібне.

## Поширення
Поширений у північно-східній Сербії, Румунії, Україні, можливо, Молдові.
В Україні вид зростає на кам'янистих схилах — у західному Лісостепу, дуже рідко.

## Охорона
В Україні вид має статус «Вразливий». Занесений до Європейського червоного списку. Рекомендується докладно картувати місця зростання та дослідити динаміку популяцій, вирощувати у ботанічних садах. Заборонено збирання та гербаризацію рослин, порушення умов зростання (терасування та заліснення схилів).